# 新埔洋號
新埔洋號是一艘2010年下水的中國籍油輪，是中國自主研發最大的超級油輪，屬於超大型油輪ULCC (Ultra Large Crude Carrier)等級船隻，也是現在中國最大的超級油輪。甲板長333米，寬60米，高29.8米，總載重30.8萬頓，滿載總排水量35萬頓。比3个标准足球场还大。配备各种世界上最先进的驾驶与导航设备。即便穿越惊涛骇浪也能24小时机舱无人值班与自动导航。配备先进的淡水造水機，每天可通过海水淡化产生30吨生活用水，船员日常用水无忧。可装载燃油6000吨，可持续航行60天、近4万公里，相当于绕地球赤道整整一周。
广州中船龙穴造船建造，船名由中共中央政治局委员、省委书记汪洋命名。
该船建成出坞，结束了中国华南地区不能建造10万吨以上大型船舶的历史，满载时航速超过30公里，从广州到中东原油港航期只需20天。该船的货舱深达27米，满载货物量相当于150列40节火车的运量。该船装有超大功率的驱动离心泵，24小时就可把30万吨油品卸完。这艘高速高效原油货船将为中国石油運輸安全提供保障。